# ابژه

ابژه

اُبژه یا برابر ایستا یا بَراخت یا آویژه (به فرانسوی: objet) یا متعلَقِ شناسایی یک اصطلاح در فلسفه نوین است که معمولاً در برابر سوژه به کار برده می‌شود. سوبژکتیویه شناسنده است و اُبژکتیویه چیزی است که شناخته می‌شود. از دیدگاه فیلسوف‌های مدرن نظیر رنه دکارت، آگاهی حالتی از شناخت است که شامل سوژه (که تنها امری است که مورد شک قرار نمی‌گیرد چون خود آن امریست که شک می‌کند) و چندین اُبژه می‌شود که ممکن است وجود مطلق نداشته باشند یا به سوژه‌ای که مشاهده‌شان می‌کند وابسته نباشند. اینکه ابژه فارغ از صفات سوبژکتیو آن وجود خارجی است و همچنین چگونگی این وجود خارجی، در ساختار هستی‌شناسی (متافیزیک) فلاسفه تاثیر بسزایی دارد.
در معنای ادبی و فلسفی، ابژکتیویته به معنای مفعول است که بر روی آن فعل انجام می‌گیرد. در معنای سینمایی، ابژکتیویه چیزی است که مشاهده می‌شود.
«ابژکتیویه در صورت حصول می‌یابد و به نتیجه می‌رسد».